# Казачье (Путивльский район)
Казачье (укр. Козаче) — село,
Казаченский сельский совет,
Путивльский район,
Сумская область,
Украина.
Код КОАТУУ — 5923883401. Население по переписи 2001 года составляло 304 человека .
Является административным центром Казаченского сельского совета, в который, кроме того, входят сёла
Малушино и
Семейкино.

## Географическое положение
Село Казачье находится на берегу реки Берюшка,
выше по течению на расстоянии в 1 км расположено село Малушино,
ниже по течению на расстоянии в 1 км расположено село Семейкино.

## История
- Село Казачье основано во второй половине XVII века[2].

## Экономика
- Молочно-товарная и овце-товарная фермы.
- Агрофирма «Казачье».

## Объекты социальной сферы
- Школа I-II ст.